# Gert Prohaska
Gert Prohaska (* 31. März 1976 in Friesach, Kärnten) ist ein ehemaliger österreichischer Eishockeytorwart, der den Großteil seiner Karriere beim EC VSV in der Österreichischen Eishockey-Liga verbrachte. Seit dem Ende seiner aktiven Karriere diente er dem Club bis 2014 als Verantwortlicher für Public Relations und Marketing.

## Karriere
Prohaska begann seine Karriere in den diversen Nachwuchsmannschaften des EC KAC, zunächst jedoch als Stürmer, und gelangte in der Saison 1995/96 zu ersten Einsätzen als Ersatztorhüter von Michael Puschacher. Da sich dort jedoch Michael Suttnig als Nachfolger von Puschacher etablieren konnte, wechselte er vor der Saison 2001/02 zum Lokalrivalen EC VSV, nachdem er in der abgelaufenen Spielzeit bereits hervorragende Leistungen gezeigt hatte.
Von diesem Zeitpunkt an bildete er dort zusammen mit Markus Kerschbaumer das Torhüterduo, spielte aber aufgrund der konstant besseren Leistungen bald als klare Nummer eins. Erst die Saison 2004/05 geriet zu einem Desaster, als neben Prohaska auch das restliche Team schwächelte. Nach einer 8:11-Heimniederlage gegen den damaligen Liganeuling und Tabellenletzten EC Red Bull Salzburg entschied der Vereinsvorstand, den NHL-erfahrenen Torhüter Reinhard Divis für den Rest der Saison zu engagieren, sodass Prohaska wieder zum Ersatzmann degradiert wurde.
Bereits in der folgenden Saison konnte er wieder an alte Leistungen anknüpfen und ist seither auch wieder die unangefochtene Nummer eins des Teams. Seit der Saison 2005/06 stand ihm Kerschbaumer als Tormanntrainer zur Seite, während zugleich mit Bernhard Starkbaum ein Nachfolger aufgebaut wurde. Im Lauf der Spielzeit 2010/11 übernahm dieser mit hervorragenden Leistungen Prohaskas Rolle als Nummer eins im Team, der daraufhin nach Saisonende seinen Rücktritt bekanntgab. Sein letztes Spiel absolvierte er am 24. März 2011. Das Spiel entschied die Halbfinalserie zugunsten des EC KAC. Nach seinem Rücktritt war Prohaska bis 2014 im Management des VSV tätig. Unter anderem war er mitverantwortlich für die Eröffnung des VSV Fanshop in der Stadthalle.

### International
Prohaska hat auch einige Spiele für das österreichische Nationalteam absolviert, gab jedoch 2007 aufgrund von anhaltenden Rückenproblemen seinen Rücktritt bekannt.

### Sonstiges
Prohaska studierte in den 1990er-Jahren in Graz Publizistik und Kommunikationswissenschaften. Seit 2016 ist er als Kommentator für Eishockeyspiele des Privatsenders ServusTV tätig.
Hauptberuflich ist Prohaska heute (Stand: 2024) in der Immobilienbranche tätig und ist Gesellschafter und Geschäftsführer diverser Unternehmen in diesem Bereich. Dazu zählen unter anderem die Schillerhof living GmbH, die Momalo Immobilien GmbH, die 7Hügel Immobilien GmbH, die PRO Immobilien GmbH oder die PROMO Immobilien GmbH. Zusammen mit Christian Ban, einem weiteren ehemaligen Eishockeyspieler, ist er über die Firma Schillerhof living GmbH Eigentümer des historischen Gasthofs Schiller in Moosburg. Nachdem die ursprünglichen Pläne zur Wiederbelebung des Gasthauses nicht umgesetzt worden waren, steht das historische Gebäude seit September 2024 wieder zum Verkauf.

## Erfolge
- 2001: Österreichischer Meister mit EC KAC
- 2002: Österreichischer Meister mit EC VSV
- 2002: Bester Gegentorschnitt und beste Fangquote der EBEL-Playoffs
- 2003: Kärntner Eishockey Superstar des Jahres
- 2004: Beste Fangquote der EBEL-Playoffs
- 2006: Österreichischer Meister mit EC VSV
- 2006: Bester Gegentorschnitt und beste Fangquote der EBEL
- 2006: Kärntner Eishockey Superstar des Jahres
- 2006: Aufstieg in die Top Division bei der Weltmeisterschaft der Division I
- 2007: Beste Fangquote der EBEL

## Karrierestatistik

### International
Legende:
GKD = In der Mannschaftsaufstellung, GP = absolvierte Einsätze, MIP = Spielminuten, SOG = Schüsse aufs Tor, SVS = gehaltene Schüsse, GA = Gegentore, SVS% = Fangquote, GAA = Goals Against Average, SO = Shutouts, W = Siege nach regulärer Spielzeit, L = Niederlagen nach regulärer Spielzeit, T = Unentschieden, OL = Niederlagen in Overtime oder Penaltyschiessen, G = Tore, A = Assists, PIM = Strafminuten